# Reo meksykańskie
Reo meksykańskie (Tradescantia spathacea) – ciepło- i cieniolubny gatunek rośliny z rodziny komelinowatych, początkowo zaliczany do rodzaju Rhoeo (stąd nazwa zwyczajowa). Uprawiany jako roślina ozdobna ze względu na liście zielone lub zielone ze wzdłużnymi, żółtokremowymi pasami o różnej szerokości, których spodnia strona wybarwiona jest na ciemnopurpurowo, dorasta do około 30 cm wysokości.